# Ignacy Krasicki
Ignacy Błażej Franciszek Krasicki herbu Rogala (ur. 3 lutego 1735 w Dubiecku, zm. 14 marca 1801 w Berlinie) – biskup warmiński od 1767, arcybiskup gnieźnieński od 1795, książę sambijski, hrabia Świętego Cesarstwa Rzymskiego, prezydent Trybunału Głównego Koronnego w Lublinie w 1765, proboszcz przemyski, kustosz kapituły katedralnej lwowskiej w 1765 roku, poeta, prozaik, publicysta i encyklopedysta, kawaler maltański zaszczycony Krzyżem Devotionis, mianowany biskupem tytularnym Verinopolis w 1766 roku. Prymas Polski od 1795 r. aż do śmierci.
Jeden z głównych przedstawicieli polskiego oświecenia. Nazywany „księciem poetów polskich”.
Jako biskup warmiński (stąd pseudonim X.B.W. – książę biskup warmiński) z rozmachem urządzał swoje rezydencje w Lidzbarku Warmińskim i Smolajnach. Z racji pełnionej funkcji zasiadał w Senacie Rzeczypospolitej.
W roku 1781 wydał nakładem drukarni Michała Grölla w Warszawie 2-tomowy Zbiór potrzebniejszych wiadomości, trzecią po Inventores rerum Jana Protasowicza i Nowych Atenach polską encyklopedię powszechną. Jest również autorem dzieła uznawanego za pierwszą polską powieść (Mikołaja Doświadczyńskiego przypadki). Tworzył głównie bajki, satyry i poematy heroikomiczne.

## Życiorys
Ignacy Krasicki urodził się w Dubiecku nad Sanem (województwo ruskie) w zubożałej rodzinie magnackiej posiadającej tytuł hrabiów Świętego Cesarstwa Rzymskiego. Był skoligacony z rodzinami Potockich oraz Sapiehów. Był najstarszym synem Jana Bożego Krasickiego, kasztelana chełmskiego i senatora Rzeczypospolitej oraz stolniczanki Anny de domo Starzechowskiej. Miał dwie starsze siostry i czterech braci. Wychowywał się początkowo w domu rodzinnym, potem u matki chrzestnej, Teofili z Wapowskich Podoskiej oraz u ciotki, Anny Sapieżyny z Krasickich. Starannie wykształcony, wraz z dwoma braćmi obrał stan duchowny za sprawą rodziców, później pisał o wybranej drodze życia: „Szedłem dla grosza i dla chwały Bożej”. W latach 1743–1750 Krasicki uczył się w kolegium jezuitów we Lwowie. 1 maja 1751 r. wstąpił do seminarium duchownego ks. misjonarzy przy kościele św. Krzyża w Warszawie. Przed 8 lipca 1751 r. przyjął niższe święcenia duchowne. 2 lutego 1759 r. przyjął sakrament święceń z rąk Wacława Hieronima Sierakowskiego – biskupa przemyskiego. Został kanonikiem kijowskim, a 3 lata później kanonikiem katedry przemyskiej i objął probostwo katedralne.
W grudniu 1764 roku kapituła archidiecezji lwowskiej wybrała Krasickiego kustoszem katedralnym. Rok później otrzymał probostwo infułackie w Kodniu. Został także prezydentem Trybunału Małopolskiego. Od roku 1766 był kanonikiem, a później koadiutorem biskupa warmińskiego.
Był współorganizatorem i często uczestnikiem tzw. obiadów czwartkowych.
Wśród jego podróży obok wyjazdu do Paryża w czasie konfederacji barskiej, częstymi staną się teraz wyjazdy do Berlina, Poczdamu, Sanssouci na wezwanie Fryderyka II, z którym się zaprzyjaźnił. Wraz z całą diecezją warmińską był po I rozbiorze poddanym pruskim. Stwarzało to sytuację trudną dla poety – biskupa, który zaprzyjaźniony z królem Polski był zmuszony do towarzyskich i administracyjnych kontaktów z królem Prus. Był członkiem komisji pełnomocnej lwowskiej, powołanej w 1790 roku dla układów z Leopoldem II Habsburgiem. Był członkiem konfederacji Sejmu Czteroletniego. Po III rozbiorze Polski papież Pius VI skierował do niego 16 grudnia 1795 r. brewe, nakazując mu wpajać w naród polski obowiązek wierności, posłuszeństwa i miłości panom i królom.
Pochowany został w katedrze pw. Świętej Jadwigi Śląskiej w Berlinie, którą w 1774 roku konsekrował, w roku 1829 został przeniesiony do katedry gnieźnieńskiej dzięki staraniom Juliana Ursyna Niemcewicza.

## Ordery i wyróżnienia
W 1774 roku odznaczony został Orderem Orła Białego, a wcześniej w 1767 także Orderem Świętego Stanisława. Od 1786 kapelan honorowy Zakonu Maltańskiego, a od 1798 kawaler pruskich Orderu Orła Czarnego i Orderu Orła Czerwonego.
Był członkiem rzeczywistym Towarzystwa Warszawskiego Przyjaciół Nauk.

## Twórczość

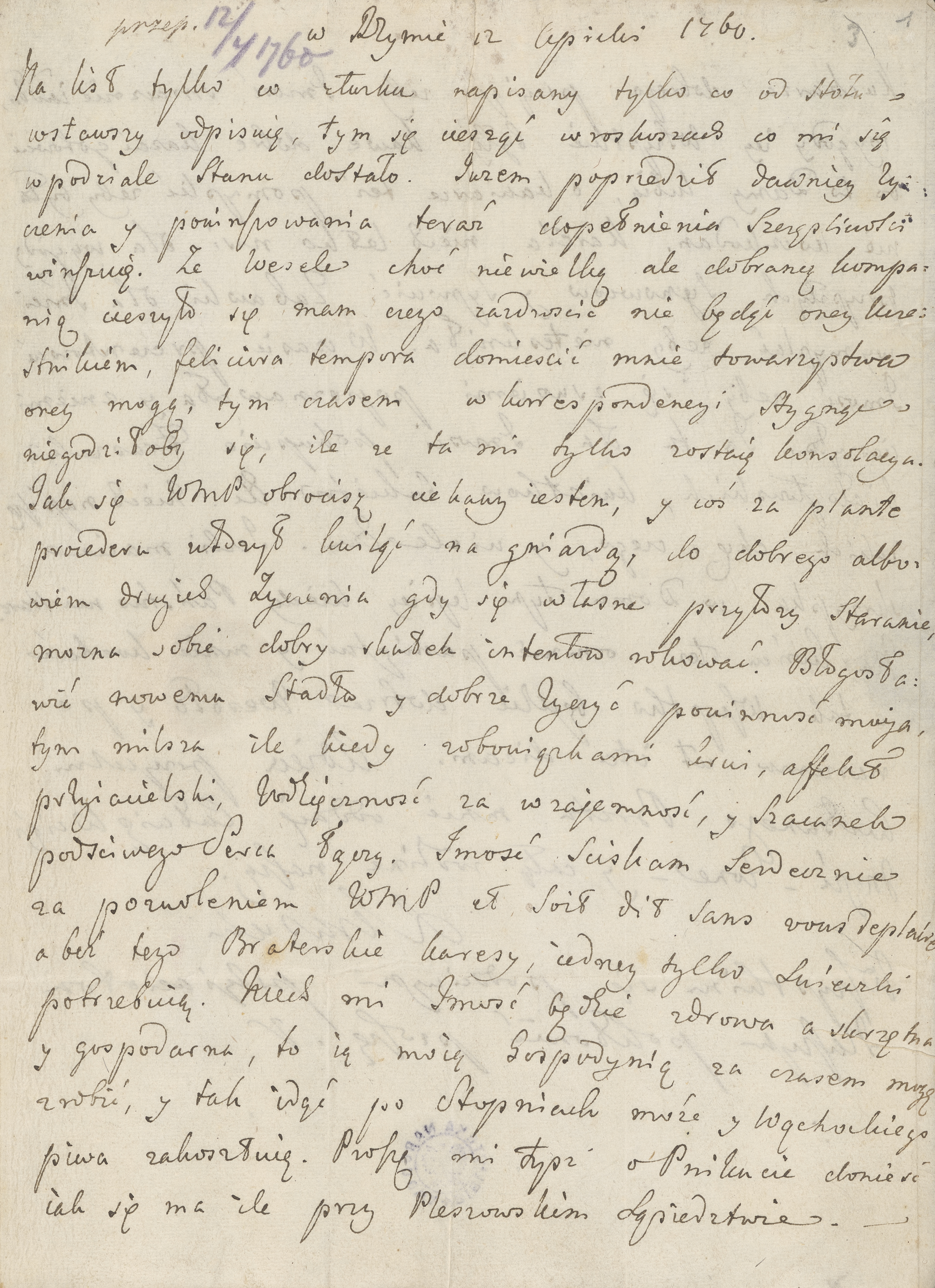
List Ignacego Krasickiego

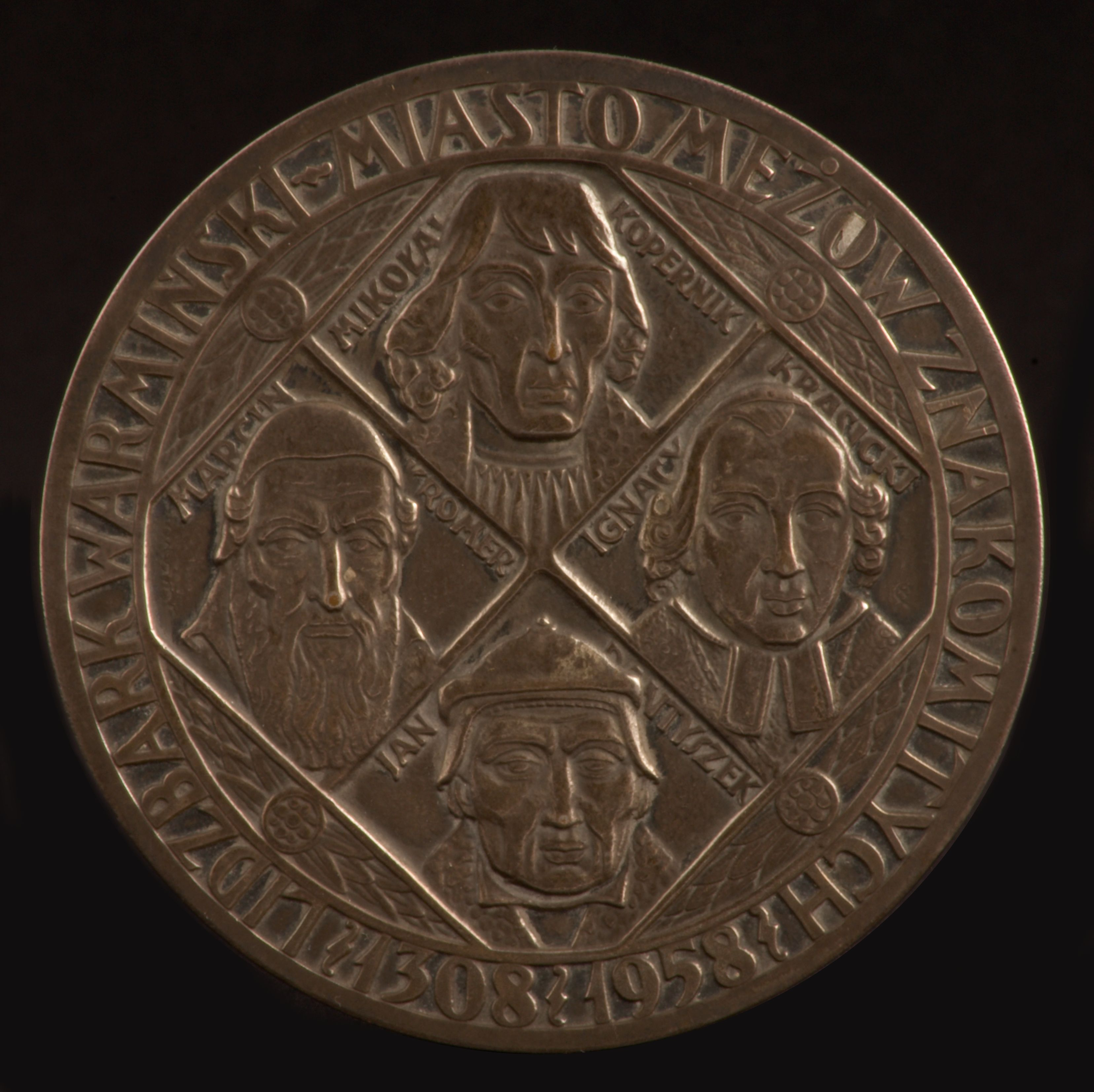
Medal Lidzbark Warmiński – miasto mężów znakomitych z wizerunkiem m.in. Ignacego Krasickiego (proj. J. Gosławski, 1958)

Anonimowa publikacja tekstu Monachomachia w roku 1778 została bardzo źle przyjęta w kręgach kościelnych, budząc jednocześnie uznanie wśród zwolenników oświecenia.
Najbardziej znany pozostaje jako autor Bajek.
Zajmował się też tłumaczeniami (Pieśni Osjana, fragmenty Boskiej Komedii Dantego, utwory Anakreonta, Boileau, Hezjoda, Teokryta); napisał rozprawkę O tłumaczeniu ksiąg.

### Pseudonimy
Biskup Ignacy Krasicki posługiwał się w swej twórczości następującymi pseudonimami: Antalewicz; Autor „Podstolego”; Frater Blasius Dubecensis; Kloryndowicz; Łykaczewski; Mathuszalski; Mathyasz; Milczyński; Mistrz Błażej Bakałarz; Michał Mowiński; Niegustowski; Politycznicki; Powolnicki; Prawdzicki; Princeps Polonus; Rzetelski; Ignacy Słabski; Starosłużalski; Staruszkiewicz; X.A.G.; X.B.W.; Xiążę JMci B.W.; Yunip(?).

### Ważniejsze dzieła
1. Trojaka korona świętobliwości, czci i godności, wielowładności i mocy, za hołd i odwdzięczenie Królowej Nieba i Ziemie w Obrazie Berdyczowskim, kazaniem koronacjalnym przez... natenczas kanonika kijowskiego, teraz zaś proboszcza przemyskiego, oddana, roku 1750 (1756), dnia 16 lipca, Berdyczów 1765
2. Kazanie miane podczas koronacji Stanisława Augusta, wyd. w: Diariusz Sejmu Coronationis, Warszawa 1764
3. „Monitor”, Warszawa 1765–1768 i 1772 (autorstwo przeszło 220 numerów z lat 1765–1768 i całego rocznika 1772); przekł. niemiecki 1766–1767
4. Hymn do miłości ojczyzny, Zabawy Przyjemne i Pożyteczne 1774, t. 10, cz. 2, s. 318; przekłady: czeski, francuski 1831, łaciński 1934, niemiecki, rosyjski 1963
5. Myszeida, powst. 1774; wydano pt. Myszeidos pieśni X[16], Warszawa 1775; przekłady: czeski 1815, francuski 1778, niemiecki 1788, rosyjski
6. Mikołaja Doświadczyńskiego przypadki, powst. na przełomie lat 1774/1775; wydano pt. Mikołaja Doświadczyńskiego przypadki przez niegoż samego opisane, na trzy księgi rozdzielone, Warszawa 1776; przekłady: francuski 1818, niemiecki 1776, rosyjski
7. Mędrzec, powst. w latach 1776–1777; wydano pt. Mędrzec. Komedia w 3 aktach, z własnoręcznych rękopismów autora wyjęta
8. Bajki i przypowieści, powst. w latach 1776–1778; wydano pt. Bajki i przypowieści, na cztery części podzielone, Warszawa 1779; przekłady: chorwacki 1837, czeski 1798, francuski 1828, łaciński 1796, niemiecki 1788, rosyjski 1824, węgierski 1939, włoski 1889
9. Monachomachia, powst. około roku 1778; wydano pt. Monachomachia, czyli wojna mnichów (Lipsk 1778); przekłady: czeski, niemiecki 1782, rosyjski
10. Pan Podstoli cz. 1 pt. Pan Podstoli, na trzy księgi podzielony[17], Warszawa 1778; cz. 2, Warszawa 1784; przekłady: chorwacki 1848, niemiecki 1779, słoweński 1852
11. Historia, powst. w latach 1776–1779; wydano pt. Historia na dwie księgi podzielona[18], Warszawa 1779; przekłady: francuski 1817, niemiecki 1785, rosyjski 1794
12. Satyryk. Komedia w 5 aktach (nieukończona, doprowadzona w brulionie do aktu V, scena 3), powst. w latach 1778–1779
13. Solenizant, powst. w latach 1777–1779; wydano pt. Solenizant. Komedia w 3 aktach[19], przez Michała Mowińskiego, Warszawa 1780
14. Frant, powst. około roku 1779; wydano pt. Frant. Komedia w 3 aktach, z własnoręcznych rękopismów autora wyjęta
15. Krosienka, powst. około roku 1779; wydano pt. Krosienka. Komedia w 3 aktach, z własnoręcznych rękopismów autora wyjęta
16. Łgarz, powst. około roku 1779; wyst. Warszawa 1780; wydano pt. Łgarz. Komedia w 3 aktach[20], przez Michała Mowińskiego, Warszawa 1780
17. Statysta, powst. około roku 1779; wyst. Warszawa 1780; wydano pt. Statysta. Komedia w 3 aktach, przez Michała Mowińskiego, Warszawa 1780
18. Satyry[21] tzw. część 1 (zawiera: Do króla; Świat zepsuty; Złość ukryta i jawna; Szczęśliwość filutów; Marnotrawstwo; Oszczędność; Pijaństwo; Przestroga młodemu; Żona modna; Życie dworskie; Pan niewart sługi; Gracz; Odwołanie) powst. 1778–1779; wyd. Warszawa 1779 (2 wydania); tzw. część 2 (zawiera: Pochwała milczenia; Pochwała wieku; Pochwała głupstwa; Wziętość; Człowiek i zwierz; Klatki; Mędrek; Małżeństwo; Podróż) powst. 1781–1784; przekłady: czeski, niemiecki 1788, rosyjski
19. Antymonachomachia, powst. 1779–1780; wydano pt. Anti-Monochomachia w sześciu pieśniach (Warszawa 1780)
20. Przemowa do Pieśni Osjana, powst. 1779–1780
21. Pieniacz, powst. 1779–1780; wydano pt. Pieniacz. Komedia w 5 aktach, z własnoręcznych rękopismów autora wyjęta
22. Wojna chocimska[22], Warszawa 1780
23. Zygmunt August. Tragedia. Akt II scena 7 i 8, powst. około roku 1780; wyd. L. Bernacki: Krasciana, Studia staropolskie. Księga ku czci A. Brücknera, Kraków 1928 i odb. Kraków 1927
24. Zbiór potrzebniejszych wiadomości, porządkiem alfabetu ułożonych[23], wydano t. 1-2, Warszawa 1781 (-początek 1783); redakcja I zakończona 20 września 1777 w Heilsbergu; uzupełnień do wydania dokonali różni autorzy, głównie K.H. Szembek, biskup płocki; z egzemplarza interfoliowanego i uzupełnionego ręką autora – reedycji dokonał A. Jakubowski
25. Opisanie podróży z Warszawy do Biłgoraja w liście do Jaśnie Oświeconego Książęcia JMci Stanisława Poniatowskiego[24], Warszawa 1782
26. Listy, powst. 1780–1783; zebrane po raz pierwszy w Wydaniach zbiorowych poz. 1, t. 2
27. Przydatek do opisania podróży do Biłgoraja, w którym znajdują się następujące wiersze... (11 wierszy), Warszawa 1783
28. Wiersze X.B. W., Warszawa 1784; zawartość: 8 satyr tzw. części 2, 4 listy i 12 drobnych wierszy
29. Listy i pisma różne X.B. W. t. 1, Warszawa 1786; t. 2, Warszawa 1788; zawartość: Wyjazd z Warszawy, 3 listy, 10 powieści wschodnich, 13 bajek, drobne wiersze, wiersze z prozą, drobne przekłady, urywki prozą; przekł. niemiecki 1787
30. Wiersze z prozą, powst. przed rokiem 1788; większość ogłoszono w poz. 29
31. Kalendarz obywatelski[25], przez X.B. W., Warszawa 1794; Lwów 1794; przekł. francuski 1794
32. Powieść prawdziwa o narożnej kamienicy w Kukorowcach, Warszawa 1794; przekł. niemiecki 1840
33. „Co tydzień”, Poznań: 1798 nr 1-26; 1799 nr 1-13
34. Bajki nowe, powst. 1779–1800; do druku przygotował sam autor około roku 1800; wyd. F.K. Dmochowski; przekł. czeski
35. Powieści wschodnie, zebrane po raz pierwszy (z opuszczeniem Derwisza) w Wydaniach zbiorowych poz. 2, t. 6; przekłady: chorwacki 1837, czeski 1833, niemiecki 1788, rosyjski, słoweński 1852
36. Wiersze różne powst. 1772–1800; zebrane po raz pierwszy w Wydaniach zbiorowych poz. 1, t. 2; przekłady: niemiecki 1839, rosyjski 1871
37. Lucjan fragm. w: „Co tydzień” 1798, nr 18
38. O rymotwórstwie i rymotwórcach fragm. w: „Co tydzień” 1798, nr 8-11, 20, 22-24; 1799, nr 11-13
39. Rozmowy zmarłych fragm. w: „Co tydzień” 1798, nr 3, 12, 21; 1799, nr 5, 8-9
40. Uwagi fragm. w: „Co tydzień” 1798, nr 2, 16-17, 19, 21, 25; 1799, nr 1-4, 8
41. Życia zacnych mężów, z Plutarcha fragm. w: „Co tydzień” 1798, nr 14
42. Listy o ogrodach, „Nowy Pamiętnik Warszawski” t. 2-4 (1801)
43. Kazania (pierwsze opatrzone datą 4 czerwca 1764, inne powst. prawdopodobnie u schyłku życia Krasickiego), Warszawa 1819
44. Konsolacja rozdz. 1-5, wyd. zobacz Wydania zbiorowe poz. 7, t. 18 (8)
45. Dopełnienie Herbarza K. Niesieckiego, wpisywane przez Krasickiego na interkalowany egzemplarz znajdujący się obecnie w Bibliotece Jagiellońskiej, sygn. 22849/II.

Ponadto Krasicki ogłaszał także dość liczne listy pasterskie.

### Przekłady
1. L. Racine: O religii, niewydany (tekst nieznany; prawdopodobnie najwcześniejszy utwór Krasickiego)
2. „Monitor”, Warszawa 1772 (większość artykułów tego rocznika – to przekłady lub przeróbki Krasickiego z angielskiego czasopisma „Spectator”, za pośrednictwem przekł. francuskiego)
3. J. Macpherson: Pieśni Osjana, wydane pt. Pieśni Osjana syna Fingala, z angielskiego tłumaczone na francuski język, a z francuskiego na polski przez... księcia biskupa warmińskiego, powst. 1779–1784, wyd. (Lwów 1792/1793)
4. Powieści wschodnie, zobacz Ważniejsze dzieła poz. 35 (niektóre powieści tłumaczono lub adaptowano z autorów: F. Blanchet, D.D. Cardonne, O. Goldsmith, Ch. Montesquieu, Ch. Mouton)
5. Hezjod: Roboty i dni, wyd. zobacz Wydania zbiorowe poz. 2, t. 6
6. W rozprawie O rymotwórstwie i rymotwórcach – przekłady wielu fragmentów utworów cytowanych pisarzy; zobacz Ważniejsze dzieła poz. 38.

Ponadto Krasicki dokonał drobnych przekładów z: Anakreonta, Biona, Moschusa, Teokryta, Lucjana, N. Boileau, zobacz: Ważniejsze dzieła poz. 29, 36; Wydania zbiorowe poz. 2; „Nowy Pamiętnik Warszawski” t. 9 (1803).

### Utwory błędnie przypisywane Krasickiemu
1. Organy, czyli odpowiedź na list przyjaciela z Warszawy, brak miejsca i roku wydania (według Estreichera: Warszawa 1789; 2 wydania)
2. Les Coups du sort. Comédie en 5 actes et en prose. Par A. Mowinsky, Paryż 1822/1823 (wydane pod nazwiskiem Krasickiego, jako przekład z jego polskiej komedii).

### Wydania zbiorowe
1. Dzieła poetyckie t. 1-2 (wyd. F.K. Dmochowski), Warszawa 1802, zawartość t. 1: F.K. Dmochowski: Mowa na obchód pamiątki I. Krasickiego; Myszeis; Monachomachia; Antymonachomachia; Wojna chocimska; Pieśni Osjana – t. 2: Bajki i przypowieści; Bajki nowe; Satyry; Listy; Wiersze różne; Wiersze z prozą; S. Trembecki: Gość z Heilsberga; F.K. Dmochowski: Do I. Krasickiego... przy ofiarowaniu Nocy Junga
2. Dzieła. Edycja nowa i zupełna przez F. (K.) Dmochowskiego t. 1-10, Warszawa 1803–1804, zawartość t. 1-2 (1803–1804): jako wyżej poz. 1 – t. 3 (1803): O rymotwórstwie i rymotwórcach – t. 4 (1803): F.K. Dmochowski: O Panu Podstolim; Pan Podstoli – t. 5 (1803): Mikołaja Doświadczyńskiego przypadki; Historia; Listy o ogrodach – t. 6 (1803): Powieści wschodnie; Powieść prawdziwa; Roboty i dni Hezjoda; Uwagi – t. 7 (1804): Rozmowy zmarłych; Lucjan; Pisma różne; Kalendarz obywatelski – t. 8-9 (1804): Życia zacnych mężów, z Plutarcha – t. 10 (1804): Życia zacnych mężów, na wzór Plutarcha
3. Dzieła. Edycja nowa i zupełna przez F. (K.) Dmochowskiego t. 1-10, Warszawa 1803–1804 (wyd. antydatowane, właściwie na przełomie 1809/1810), zawartość: jak wyżej poz. 2
4. Dzieła. Edycja nowa i zupełna przez F. (K.) Dmochowskiego t. 1-2, Warszawa 1812, zawartość: jak wyżej poz. 1
5. Dzieła wierszem i prozą. Edycja nowa sporządzona przez Wileńskie Towarzystwo Typograficzne t. 1-10, Wilno 1819, zawartość: jak wyżej poz. 2
6. Dzieła. Nowe i zupełne wydanie. Z popiersiem autora t. 1-10, Wrocław 1824 (wyd. W.B. Korn), zawartość: jak wyżej poz. 2
7. Dzieła. Pierwsze zupełne wydanie t. 1-18, Warszawa 1829–1833 (wyd. N. Glücksberg), zawartość t. 1-10 (1829): jak wyżej poz. 2 – t. 11-18 pt. Dzieła (Dopełnienia) w żadnym z dotychczasowych wydań nie zawarte, a po większej części z własnoręcznych po śmierci autora pozostałych rękopismów wyjęte t. 1-8, Warszawa 1830–1833, oprac. A. Jakubowski – t. 11-15 (1-5): Zbiór potrzebniejszych wiadomości – t. 16 (6): Zbiór potrzebniejszych wiadomości (dokończenie); Kazania – t. 17 (7): Łgarz; Solenizant; Frant; Statysta – t. 18 (8): Mędrzec; Krosienka; Pieniacz; Konsolacja; ponadto kilka wierszy, bajek, wyimki z „Co tydzień”
8. Dzieła poetyckie, wyd. E. Raczyński, t. 1 (1830), zawartość: jak wyżej poz. 1, t. 1
9. Dzieła. Dziesięć tomów w jednym. Z portretem autora, Paryż-Genewa 1830 (oprac. M. Podczaszyński, wyd. J. Barbezat), zawartość: jak wyżej poz. 2; w t. 1 dodano: M. Podczaszyński: Przedmowa wydawcy; w t. 2 pominięto wiersze S. Trembeckiego i F.K. Dmochowskiego
10. Poezje t. 1-3, Paryż-Genewa 1830 (wyd. J. Barbezat), zawartość: jak wyżej poz. 9, obejmujące utwory poetyckie (zobacz poz. 1); wydanie pochodzi z początkowej części składu poz. 9, przełamanego do rozmiarów wydania kieszonkowego
11. Dzieła wierszem i prozą, wyd. J.N. Bobrowicz, t. 1-10, Lipsk 1834–1835 Biblioteka Kieszonkowa Klasyków Polskich, zawartość: jak wyżej poz. 2, ze zmianą zawartości t. 1-2 (mowa Dmochowskiego zachowana w t. 1); ponadto pominięto wiersze Trembeckiego i Dmochowskiego, a w t. 1 dodano: Przedmowa wydawcy
12. Dzieła t. 1-6, Warszawa 1878–1879 Biblioteka Najcelniejszych Utworów Literatury Europejskiej (wyd. S. Lewental; oprac. przypisywane niesłusznie P. Chmielowskiemu), zawartość t. 1 (1878): Przedmowa wydawcy; Bajki i przypowieści; Bajki nowe; Satyry; Listy; Myszeis; Monachomachia; Wojna chocimska; Wiersze różne; Wiersze z prozą; Pieśń Osjana – t. 2 (1878): Łgarz; Solenizant; Frant; Statysta; Mędrzec; Krosienka; Pieniacz; Pan Podstoli – t. 3 (1878): Mikołaja Doświadczyńskiego przypadki; Historia; Powieści wschodnie; Prawdziwa powieść; Roboty i dni, z Hezjoda; Uwagi – t. 4 (1878): O rymotwórstwie i rymotwórcach; Pisma różne (tu m.in. wybrane hasła ze Zbioru potrzebniejszych wiadomości..., kilka wierszy, bajek oraz przypisywane niesłusznie Krasickiemu Organy); „Co tydzień”; Kalendarz obywatelski – t. 5 (1879): Rozmowy zmarłych; Lucjan; Życia zacnych mężów, z Plutarcha – t. 6 (1879): Życia zacnych mężów, z Plutarcha (dokończenie); Życia zacnych mężów, na wzór Plutarcha; Kazania; Listy o ogrodach; Korespondencja (fragm.); Próba bibliografii utworów Krasickiego
13. Wybór dzieł t. 1-3, Lwów-Lipsk 1882, Biblioteka Klasyków Polskich nr 3-5 (nakł. H. Altenberga), zawartość t. 1: Bajki i przypowieści; Bajki nowe; Satyry; Listy; Wiersze różne; Wiersze z prozą; przypisywane Krasickiemu niesłusznie Organy – t. 2: Myszeis; Monachomachia; Antymonachomachia; Wojna chocimska; Pieśni Osjana – t. 3: Pan Podstoli
14. Dzieła t. 1-5, wyd. K. Bartoszewicz, Kraków 1882–1883, zawartość t. 1-2 (1882): jak wyżej poz. 13 (bez Organów) – t. 3 (1883): Mikołaja Doświadczyńskiego przypadki; Historia – t. 4 (1883): Pan Podstoli – t. 5 (1883): Łgarz; Solenizant; Frant; Statysta; Mędrzec; Krosienka; Pieniacz – wiele utworów tego wydania rozpowszechniano ponadto w formie odbitek tytułowych
15. Wybór pism. Z portretem autora, Warszawa 1900 (nakł. Gebethnera i Wolffa; wyboru dokonał F. Hoesick), zawartość: Bajki i przypowieści; Bajki nowe; Satyry; Listy; Myszeis; Monachomachia; Wiersze z prozą; Mikołaja Doświadczynskiego przypadki (skrócone).
16. Wybór pism, oprac. K. Giebułtowski, Lwów 1938, zawartość: Myszeis; Pan Podstoli; 4 satyry; Podróż pańska; Bajki; Mikołaja Doświadczyńskiego przypadki (księga I); wydanie to, także poz. 17-19, mają charakter popularnego wydania szkolnego
17. Wybór pism, oprac. W. Weintraub, Jerozolima 1945, Szkolna Biblioteczka na Wschodzie nr 69, zawartość: Bajki i przypowieści; 9 satyr; 3 listy; Myszeis; Monachomachia; Mikołaja Doświadczyńskiego przypadki (fragm.); Wiersze z prozą
18. Utwory wierszowane w wyborze, oprac. S. Adamczewski, Warszawa 1947, Biblioteka Pisarzy Polskich i Obcych nr 20, zawartość: Monachomachia; Antymonachomachia; 10 satyr; 4 listy
19. Utwory wierszowane w wyborze, oprac. S. Adamczewski; wyd. 2 zmienione, ze wstępem T. Mikulskiego, Warszawa 1951, Biblioteka Pisarzy Polskich i Obcych nr 20, zawartość: Myszeis; Monachomachia; 13 satyr; 5 listów; Bajki; Wiersze różne
20. Pisma wybrane t. 1-4, oprac.: Z. Goliński, M. Klimowicz, R. Wołoszyński pod red. T. Mikulskiego, Warszawa 1954, zawartość t. 1: Myszeis; Monachomachia; Antymonachomachia; Bajki i przypowieści; Bajki nowe – t. 2: Satyry; Listy; Wiersze różne; Wiersze z prozą – t. 3: Wybór z „Monitora” (oprac. R. Kaleta); Mikołaja Doświadczyńskiego przypadki; Pan Podstoli cz. 1 – t. 4: Historia; Powieści wschodnie; Powieść prawdziwa; Wybór korespondencji
21. Komedie, oprac. M. Klimowicz, wstęp R. Wołoszyńskiego, Warszawa 1956, Teatr Polskiego Oświecenia, zawartość: Solenizant; Krosienka; Statysta; Pieniacz
22. Wiersze wybrane, wybrał i wstępem opatrzył J. Kott (Warszawa 1964) Biblioteka Poetów, zawartość (fragmenty nast. utworów): Wiersze różne; Wiersze z prozą; Listy; Satyry; Myszeis; Monachomachia; Antymonachomachia; Bajki i przypowieści; Bajki nowe – przekłady: czeski 1954, rosyjski 1951.

### Listy i materiały
1. Korespondencja ze Stanisławem Augustem, A. Husarzewskim, J.R. Thadenem, Fryderykiem II, M. Kunickim, 41 listów z lat 1751–1790
2. Do F.S. Potockiego, J.A. Mniszcha, K. Rościszewskiego, F.K. Dmochowskiego 15 listów z lat 1757–1801; do swej rodziny z lat 1760–1800, na podst. publikacji Kraszewskiego (poz. 3)
3. Do rodziny (głównie do brata Antoniego), około 100 fragmentów i streszczeń z lat 1760–1800, ogł. J.I. Kraszewski: Krasicki. Życie i dzieła, „Ateneum” 1878, t. 1 i wyd. osobno Warszawa 1879
4. Do F.S. Potockiego 3 listy z lat 1760–1764; do J.A. Mniszcha z 8 czerwca 1763; do K. Rościszewskiego z 18 lutego 1764 i 10 czerwca 1772; do Fryderyka II z 25 lutego 1776; do I. Krasickiego (bratanka) z 6 stycznia 1787
5. Do W.A. Łubieńskiego z 30 kwietnia 1762; do A. Krasickiego z 29 stycznia 1767; do P. Stankiewicza z 7 maja 1771; do F.K. Dmochowskiego z 24 czerwca 1790
6. Do Antoniego i Róży Krasickich 7 listów z lat 1764–1796
7. Do J. Ogrodzkiego 8 listów z roku 1765
8. Do A. Krasickiego z Warszawy 29 stycznia 1767
9. Do I. Czartoryskiej z Warszawy z roku 1774 lub 1775
10. Do... 1 list z Heilsberga 19 czerwca 1776
11. Do F.(?) Rościszewskiej z Berlina 5 lutego 1777
12. Korespondencja z J.F. Wernerem (2 listy) z sierpnia 1778 – list do Wernera z 8 sierpnia i jego odpowiedź z 20 sierpnia
13. Do A. Husarzewskiego z 19 lutego 1779 i od Stanisława Augusta z 4 marca 1779
14. Do J.K. Kossakowskiego i jego odpowiedź (2 listy z okresu kwiecień-maj 1786)
15. Do B. z Duninów Sanguszkowej z 14 grudnia 1786
16. Do I. Krasickiego (bratanka) z Heilsberga 24 kwietnia 1787
17. Do A. Charczewskiej 13 listów z lat 1790–1792 i od E.A.H. Lehndorffa z Frankfurtu n. Menem z września 1790
18. Do J.U. Niemcewicza 3 listy i 2 jego odpowiedzi z lat 1790–1792
19. Do J.M. Ossolińskiego z Heilsberga 5 września 1793
20. Do Magistratu miasta Krakowa, z Gniezna 26 października 1795
21. Do E.A.H. Lehndorffa 3 listy z okresu marzec-maj 1794
22. Do F.F. Karśnickiego ze Skierniewic 18 kwietnia 1796
23. Do biskupa płockiego (K.H. Szembeka) z Berlina 4 lutego 1797
24. Do F.K. Dmochowskiego z Berlina 9 i 22 grudnia 1800
25. Do F.A. Heinitza i jego odpowiedź z 17 lutego 1801; do Z. Vogla z Berlina 24 lutego 1801
26. Od J. Sapiehy ze Lwowa, rok 1743 lub 1744
27. Od J. Kalnassego z 15 lutego 1773
28. Od Fryderyka II 2 listy: z 27 września 1773 i 14 marca 1774
29. Od Fryderyka II z Poczdamu 27 września 1775 (w jęz. francuskim), przekł. niemiecki 1886
30. Od Fryderyka II z Poczdamu 7 lutego 1776
31. Od Stanisława Augusta z Warszawy 31 lipca 1780
32. Od K. Zubowskiego z 11 kwietnia 1787
33. Wybór korespondencji, 85 listów z lat 1751–1801, w tym listy do: M. Kunickiego, J. Sapiehy, A. Krasickiego, A. Krasickiej, F.S. Potockiego, J. Ogrodzkiego, E.A.H. Lehndorffa, I. Czartoryskiej, A. Husarzewskiego, Stanisława Augusta, K. Ghigiottiego, J.K. Kossakowskiego, I. Krasickiego (bratanka), J.U. Niemcewicza, F.K. Dmochowskiego, J.M. Ossolińskiego – listy od: Stanisława Augusta, J.K. Kossakowskiego, J.U. Niemcewicza
34. Korespondencja I. Krasickiego, t. 1 (1743–1780), t. 2 (1781–1801), wydanie obejmuje 648 listów Krasickiego do 66 adresatów i 78 odpowiedzi (od 33 adresatów), oparte głównie na zbiorach L. Bernackiego, gromadzonych w latach 1907–1939 i zachowanych w Ossolineum (rękopisy: sygn. 7063/II), nie obejmuje korespondencji urzędowej Krasickiego jako biskupa i arcybiskupa, obejmuje listy ujęte w poz. 1-14, 16-22, 24, 26-31 i 32.
35. Metryka chrztu, notatki o początkach edukacji Krasickiego, podział majątku z r. 1762, pisma dot. nominacji na biskupa
36. Metryka wyższych święceń, dat. 6 lutego 1763; Proces informacyjny na koadiutorię biskupstwa warmińskiego, dat. 20 października 1766; Decyzja Piusa VI ws. procesu informacyjnego na arcybiskupstwo gnieźnieńskie, dat. 24 maja 1795; Proces informacyjny na arcybiskupstwo gnieźnieńskie, dat. 17 sierpnia 1795
37. Kilka pism urzędowych królewskich z roku 1766 i kwit Krasickiego z 30 stycznia 1766
38. Notatniki zawierające wypisy utworów francuskich i kilka pism urzędowych dot. diecezji warmińskiej
39. Notatki do utworów (tematy do artykułów w „Monitorze”, plan Historii Doświadczyńskiego, Rzemiosła wierszów, poematu Róża, Listów Mikołaja Doświadczyńskiego do syna, Życia zacnych mężów, na wzór Plutarcha, notatki do Pana Podstolego, „Co tydzień”, Uwag, pierwsze redakcje Bajek i Bajek nowych, streszczenie bajek w jęz. francuskim, Myśli różne)
40. Dokumenty dot. działalności biskupiej.

Bardziej szczegółową bibliografię twórczości zawarto w: Wydania zbiorowe – Dzieła t. 6, Warszawa 1879; Z. Goliński: Bibliografia druków w: Nad tekstami Krasickiego, Wrocław 1966, Instytut Badań Literackich. Studia z Okresu Oświecenia nr 5.

## Popularność i upamiętnienie
Król Stanisław August Poniatowski wyraził swoje uznanie dla Krasickiego, wręczając mu najwyższe odznaczenia – Order Orła Białego, św. Stanisława i w 1780 r. medal honorowy z dewizą Dignum laude virum Musa vetat mori („[Bo] Muza nie da umrzeć mężom godnym chwały”), zaczerpniętą z poety rzymskiego Horacego.
Ważniejsze dzieła Krasickiego zyskały sławę europejską, zostały przetłumaczone na wiele języków – łacinę, francuski, niemiecki (m.in. w latach 90. XVIII w. Jerzy Olech), włoski, rosyjski, czeski, chorwacki, słoweński, węgierski. Szeroka recepcja jego dzieł utrzymywała się przez cały wiek XIX.
Wielu twórców oświeceniowych poświęciło mu utwory poetyckie, np. Stanisław Trembecki, Franciszek Zabłocki, Wojciech Mier, a w XX w. K.I. Gałczyński. Prozaicy czynili go bohaterem swych utworów np. Wincenty Pol, Adolf Nowaczyński, Henryk Sienkiewicz.
W 2009 na płycie Poeci ukazała się hip-hopowa interpretacja wiersza Świat zepsuty wykonana przez rapera Numer Raz.
W Lidzbarku Warmińskim oraz Dubiecku znajdują się jego popiersia. W Lidzbarku znajduje się również pomnik tego biskupa

## Opracowania

### Monografie i zarysy monograficzne
- J.I. Kraszewski: Krasicki. Życie i dzieła. Kartka z dziejów literatury XVIII w., „Atenuem” 1878, t. 1-3 i osobno Warszawa 1879
- P. Chmielowski: I. Krasicki w: Historia poezji polskiej XVIII w., Lwów 1908
- K. Wojciechowski: I. Krasicki. Życie i dzieła, Lwów 1914 Biblioteka Macierzy Polskiej nr 89
- P. Cazin: Le Prince-Évêque de Varmie, I. Krasicki. 1735-1801, Paryż 1940
- R. Wołoszyński: I. Krasicki. Utopia i rzeczywistość, Wrocław 1968(?), Instytut Badań Literackich. Studia z Okresu Oświecenia

### Biografie
- Stanisław August Poniatowski: Correspondance inédite..., wyd. M.Ch. de Mouy, Paryż 1875
- A.F. Büsching: Zuverlässige Beiträge zu der Regierungsgeschichte König Friedrich II, Hamburg 1790
- R. Zimmermann: Fragmente über Friedrich den Grossen zur Geschichte seines Lebens, Frankfurt 1790
- (M. Fox): Diariusz z Heilsberga od r. 1790 do r. 1792, Kraków 1898
- E.A.H. Lehndorff: Dreissig Jahre am Hofe Friedrichs des Grossen. Aus den Tagebüchern des Reichsgrafen... (powst. przed rokiem 1811), wyd. K.E. Schmidt, t. 2, Gotha 1913
- E.A.H. Lehndorff: Des Reichsgrafen... Tagebüchern nach seiner Kammerhernnzeit (powst. przed rokiem 1811), wyd. K.E. Schmidt, t. 1, Gotha 1921
- A. Chodkiewicz: Portrety wsławionych Polaków[30], Warszawa 1820
- S. Jaszowski: Stuletnia pamiątka urodzenia I. Krasickiego, „Przyjaciel Ludu” 1837, nr 32
- J.U. Niemcewicz: Żywoty znacznych w XVIII w. ludzi, Kraków 1904, s. 14-15
- F.S. Dmochowski: Ks. I. Krasicki, arcybiskup gnieźnieński, „Kłosy” 1875, nr 194-196

### Ogólne charakterystyki i przyczynki
- F.K. Dmochowski: O życiu i pismach I. Krasickiego, dawniej księcia biskupa warmińskiego, a potem arcybiskupa gnieźnieńskiego, „Nowy Pamiętnik Warszawski” t. 2 (1801)
- F.K. Dmochowski: Mowa na obchód pamiątki I. Krasickiego, arcybiskupa gnieźnieńskiego, miana 12 grudnia 1801 r., „Nowy Pamiętnik Warszawski” t. 5 (1802)
- E. Słowacki: Rozbiory dzieł (powst. przed rokiem 1815), wyd. w: Dzieła t. 3, Wilno 1826, s. 240-244
- S.K. Potocki: Pochwała I. Krasickiego, „Pamiętnik Warszawski” t. 1 (1816)
- K. Brodziński: O klasyczności i romantyczności tudzież o duchu poezji polskiej, „Pamiętnik Warszawski” t. 11 (1818)
- L. Osiński: Wykłady z literatury porównawczej na Uniwersytecie Warszawskim 1818-1830, wyd. w: Dzieła t. 2, Warszawa 1861
- (A. Kłodziński): Krasicki w: F.K. Prek: Wizerunki znakomitych ludzi w Polszcze zeszyt 2[31], Kraków 1830
- G.P.: Edycja paryska Dzieł Krasickiego, „Rozmaitości” (Lwów) 1830, nr 24
- I. Chodynicki: Dykcjonarz uczonych Polaków t. 3[32], Lwów 1833
- W. Wróblewski: O Krasickim i oryginalności jego w literaturze, „Athenaeum” 1841, t. 5

### Opracowania dot. wybranych utworów

#### „Monitor”
- I. Chrzanowski: Krasicki jako autor „Monitora” z r. 1772, „Pamiętnik Literacki” rocznik 3 (1904)
- J. Kleiner: Z nieznanych utworów Krasickiego, „Gazeta Wieczorna” 1921, nr 5756
- L. Kisiel: Pan Podstoli wobec „Monitora”, Księga pamięci ku uczczeniu pięciolecia istnienia Gimnazjum Państwowego im. J. Słowackiego, Kowel 1926
- B. Gubrynowicz: Na marginesie „Monitora”. Przyczynek do dziejów czasopiśmiennictwa polskiego w XVIII w., Studia staropolskie. Księga ku czci A. Brücknera, Kraków 1928
- Z. Leśnodorski: Przyczynki do twórczości Krasickiego, „Ruch Literacki” 1932, nr 10

#### Myszeis
- S. Gruszczyński: O znaczeniu Myszeidy Krasickiego[33], Poznań 1863
- W. Chotkowski: O Myszeidzie I. Krasickiego[34], Poznań 1874
- P. Chmielowski: Czy Myszeis jest alegorią? Jakie jej znaczenie?, „Pogląd na Świat” 1902, s. 236-237
- K. Król: (Wstęp do) Myszeis, Warszawa 1908, Wybór Pisarzy Polskich i Obcych dla Domu i Szkoły nr 16
- L. Bernacki: Przyczynki do genezy i dziejów Myszeidy Krasickiego, Sprawozdanie Zakładu Narodowego im. Ossolińskich 1909

#### Monachomachia
- (L. Borowski): Uwagi nad pierwszą pieśnią Monachomachii Krasickiego, „Dziennik Wileński” 1818, t. 2, s. 284, 471
- P. Chmielowski: Monachomachia, „Nowiny” 1878, nr 77
- Wiersz polemiczny przeciwko I. Krasickiemu z r. 1780, „Warta” 1890, nr 627
- S. Pszon: Reminiscencje w Monachomachii i Wojnie chocimskiej I. Krasickiego, „Pamiętnik Literacki” rocznik 7 (1908)
- W. Folkierski: Ślady Boileau w Monachomachii i Satyrach Krasickiego, „Biblioteka Warszawska” 1914, t. 3

#### Satyry i Listy
- K. Brodziński: O satyrze, „Rocznik Towarzystwa Warszawskiego Przyjaciół Nauk” t. 16 (1823), s. 269-286
- F. Konarski: Metodyczny rozbiór satyry I. Krasickiego pt. Marnotrawstwo, „Sprawozdanie Dyrektora cesarsko-królewskiego Lwowskiego Gimnazjum im. Franciszka Józefa za rok szkolny 1884”
- A. Mazanowski: Nieznana satyra Krasickiego, „Dziennik Polski” 1884, nr 68
- T. Mandybur: Ślady wpływu satyryków rzymskich na polskich, „Sprawozdanie Dyrektora cesarsko-królewskiej Wyższej Szkoły Realnej za rok szkolny 1888”
- J. Tretiak: O satyrach Krasickiego, „Świat” 1893, nr 1-5; „Niwa” 1893, nr 8

#### Powieści
- (Pan Podstoli cz. 2, recenzja), „Magazyn Warszawski” 1784, cz. 3, s. 749-750
- Uwagi Polaka Patrioty nad Zdarzyńskim tymi czasy z druku wyszłym, „Polak Patriota” 1785, cz. 10, rozdz. 7, s. 542-551
- P. Chmielowski: Stulecie polskiej powieści obyczajowej, „Nowiny” 1878, nr 182
- T. Mandybur: O Historii I. Krasickiego, „Kwartalnik Historyczny” rocznik 9 (1895), s. 458-471
- M. Kawczyński: Apulejusza Metamorfozy, czyli powieść o złotym ośle; „Rozprawy AU Wydział Filologiczny” t. 31 (1900)

#### Bajki
- J.U. Niemcewicz: Rozprawa o bajce, „Rocznik Towarzystwa Królewskiego Warszawskiego Przyjaciół Nauk” t. 10 (1817), s. 305-307
- O tłumaczeniu na język francuski bajek Krasickiego, „Gazeta Polska” 1828, nr 273
- Tłumaczenia francuskie niektórych bajek Krasickiego i Niemcewicza przez pana Boyer-Nioche, „Gazeta Polska” 1830, nr 305
- Tłumaczenia francuskie bajek Krasickiego, „Kurier Polski” 1830, nr 136
- G. Ehrenberg: Próba wykładu bajki Krasickiego Osieł i baran, „Książka zbiorowa ofiarowana K.W. Wójcickiemu”, Warszawa 1862

#### Dramaty
- J. Heine: Teatr Narodowy 1765–1766. Raporty szpiega..., przeł. i oprac. M. Klimowicz (Warszawa 1962)
- S. Jaszowski: Dzieje krótkie teatrów polskich, „Czasopism Naukowy Księgozbioru Publicznego im. Ossolineum” 1830, zeszyt 2, s. 129
- Pl. Szcz. (K. Estreicher): Krasicki komediopisarz, „Rozmaitości” (Lwów) 1859, nr 1-2
- Studia nad epoką Stanisława Augusta Poniatowskiego, a w szczególności nad teatrem, „Przegląd Europejski” 1863, t. 6, s. 26-28
- A. Tyszyński: Komedia polska w XVIII w., „Biblioteka Warszawska” 1870, t. 3, s. 412-415

#### Inne utwory
- L. Siemieński: Historyczność i poezja ogrodów, „Przegląd Polski” 1867/1868, t. 4, s. 187-190
- A. Wejnert: Wiadomość o wynalezieniu najobszerniejszego dzieła I. Krasickiego, „Biblioteka Warszawska” 1876, t. 2 i odb.
- Jul. K.: Herbarz I. Krasickiego, „Przegląd Archeologiczny” 1876, zeszyt 2
- S. Leliwa (Ornowski): Kilka uwag w kwestii nowo odkrytego herbarza Krasickiego, „Niwa” 1876, nr 38, s. 115-119
- S. Leliwa (Ornowski): List do redakcji „Niwy” w sprawie nowo odkrytego herbarza Krasickiego, „Niwa” 1876, nr 48, s. 971-976